# Лауреаты Премии Правительства Российской Федерации в области образования (2000)
 Лауреаты Премии Правительства Российской Федерации в области образования 2000 года — перечень награждённых правительственной наградой Российской Федерации, присужденной за достижения в образовательной деятельности. Среди лауреатов — член-корреспондент Российской академии наук, член-корреспондент Российской академии архитектуры и строительных наук, восемь докторов наук, два кандидата наук, шесть профессоров, три доцента.
Лауреаты определены Поставновлением Правительства РФ от 31 августа 2000 года № 0044-р на основании Совета по присуждению премий Президента Российской Федерации и премий Правительства Российской
Федерации в области образования.

## Лауреаты и другая информация
1. Аверину Степану Петровичу, кандидату педагогических наук,
доценту, ректору Красноярского краевого института повышения
квалификации работников образования; Беляевой Людмиле Ильиничне,
начальнику отдела главного управления образования администрации
Красноярского края; Болотову Виктору Александровичу, кандидату
физико-математических наук, доценту, заместителю Министра
образования Российской Федерации; Дроздову Николаю Ивановичу,
доктору исторических наук, профессору, ректору Красноярского
государственного педагогического университета; Носкову Николаю
Николаевичу, кандидату физико-математических наук, доценту,
директору Красноярского краевого центра образования по работе с
одаренными детьми «Школа космонавтики», Яббарову Юрию
Зайдулловичу, заместителю директора того же центра; Осипенко Ольге
Анатольевне, проректору Красноярского государственного
университета; Соколову Вениамину Сергеевичу, доктору
физико-математических наук, профессору, академику Российской
академии образования, аудитору Счетной палаты Российской
Федерации; Филатову Виктору Васильевичу, кандидату технических
наук, профессору, заведующему кафедрой Сибирской аэрокосмической
академии имени академика М. Ф. Решетнева; Фрумину Исаку Давидовичу,
кандидату педагогических наук, доценту, координатору Московского
представительства Международного банка реконструкции и развития, -
за научно-практическую разработку «Система работы с одаренными
детьми в Красноярском крае» для общеобразовательных учреждений и
учреждений дополнительного образования.
2. Гурову Валерию Николаевичу, доктору педагогических наук,
профессору, заведующему кафедрой Ставропольского государственного
университета, — за создание монографии «Теория и методика
социальной работы школы с семьей».
3. Орлову Борису Николаевичу, доктору биологических наук,
профессору, заведующему кафедрой Нижегородской государственной
сельскохозяйственной академии, Чурмасову Александру Васильевичу,
доктору биологических наук, доценту, Асафовой Наталье Николаевне,
кандидату биологических наук, доценту, — работникам той же
академии, — за создание комплекта учебных руководств «Природные
эколого-химические и физические факторы эволюции» для учебных
заведений высшего профессионального образования.
4. Касимову Николаю Сергеевичу, доктору географических наук,
профессору, члену-корреспонденту Российской академии наук, Гусеву
Михаилу Викторовичу, доктору биологических наук, профессору,
деканам Московского государственного университета имени
М. В. Ломоносова, Романовой Эмме Петровне, доктору географических
наук, профессору, заместителю декана, Голиченкову Владимиру
Александровичу, доктору биологических наук, Дьяконову Кириллу
Николаевичу, доктору географических наук, профессорам, заведующим
кафедрами, Марфенину Николаю Николаевичу, доктору биологических
наук, профессору, Огуреевой Галине Николаевне, доктору
географических наук, профессору, Смурову Андрею Валерьевичу,
кандидату биологических наук, доценту, Мелеховой Ольге Петровне,
кандидату биологических наук, старшему научному сотруднику, -
работникам того же университета; Роговой Татьяне Владимировне,
кандидату биологических наук, доценту, декану Казанского
государственного университета имени В. И. Ульянова-Ленина, — за
создание системы экологического образования в университетах
России.
5. Шахгильдяну Вагану Вагановичу, доктору технических наук,
профессору, ректору Московского технического университета связи и
информатики, Аджемову Артему Сергеевичу, доктору технических наук,
профессору, проректору того же университета; Карпенко Михаилу
Петровичу, доктору технических наук, профессору, ректору
Современного гуманитарного института (г. Москва) ; Коршунову Сергею
Валерьевичу, кандидату технических наук, доценту, проректору
Московского государственного технического университета имени
Н. Э. Баумана; Красновой Гульнаре Амангельдиновне, кандидату
филологических наук, директору Института дистантного образования
Российского университета дружбы народов; Полякову Александру
Александровичу, доктору технических наук, профессору, начальнику
управления Министерства образования Российской Федерации; Рейману
Леониду Дододжоновичу, кандидату экономических наук, Министру
Российской Федерации по связи и информатизации; Тихонову
Александру Николаевичу, доктору технических наук, профессору,
директору Государственного научно-исследовательского института
информационных технологий и телекоммуникаций; Тихомирову Владимиру
Павловичу, доктору экономических наук, профессору, ректору
Московского государственного университета экономики, статистики и
информатики; Цикину Игорю Анатольевичу, доктору технических наук,
профессору, заведующему кафедрой Санкт-Петербургского
государственного технического университета, — за разработку
научно-методических и организационно-технических основ Федеральной
университетской сети дистанционного обучения для учебных заведений
высшего профессионального образования.
6. Бакланову Петру Яковлевичу, доктору географических наук,
профессору, члену-корреспонденту Российской академии наук,
директору Тихоокеанского института географии Дальневосточного
отделения Российской академии наук, Качуру Анатолию Николаевичу,
кандидату географических наук, старшему научному сотруднику,
заместителю директора, Романову Матвею Тихоновичу, кандидату
географических наук, старшему научному сотруднику, заведующему
лабораторией, — работникам того же института; Зонову Юрию
Борисовичу, кандидату географических наук, доценту, декану
Дальневосточного государственного университета, Пономарчук Галине
Ивановне, кандидату биологических наук, доценту, Какориной Галине
Андреевне, старшему преподавателю, — работникам того же
университета; Царевой Вере Дмитриевне, кандидату географических
наук, доценту, заведующей кафедрой Дальневосточного
государственного технического университета; Удаловой Ирине
Константиновне, главному методисту Приморского института
переподготовки и повышения квалификации работников образования;
Томченко Владимиру Владиленовичу, учителю средней школы N 45
г. Владивостока, — за создание комплекта учебно-методических
пособий по курсу «География Приморского края» для
общеобразовательных учреждений.
7. Кийко Валерию Васильевичу, кандидату технических наук,
доценту Уральского государственного технического университета, -
за научно-практическую разработку «Информационная среда обучения
студентов по специальности 2201.00 в Уральском государственном
колледже имени И. И. Ползунова на базе Internet/Intranet
технологий» для учебных заведений среднего профессионального
образования.
8. Галину Салавату Ахмадиевичу, доктору филологических наук,
профессору, заведующему кафедрой Башкирского института развития
образования, — за цикл исследований в области башкирского
фольклора «Народной мудрости источник» для общеобразовательных
учреждений и педагогических высших учебных заведений.
9. Тарасевичу Леониду Степановичу, доктору экономических
наук, профессору, ректору Санкт-Петербургского государственного
университета экономики и финансов, Гребенникову Петру Ильичу,
доктору экономических наук, профессору, Леусскому Александру
Ивановичу, кандидату экономических наук, профессору, заведующему
кафедрой, — работникам того же университета, — за создание
комплекта учебников «Микроэкономика» и «Макроэкономика» для
учебных заведений высшего профессионального образования.
10. Геращенко Анатолию Николаевичу, кандидату технических
наук, доценту, проректору Московского государственного
авиационного института (технического университета), Василевскому
Валерию Владимировичу, кандидату военных наук, доценту, Юрову
Николаю Николаевичу, кандидату технических наук, начальникам
кафедр, Калашникову Игорю Дмитриевичу, кандидату технических наук,
профессору, Луценко Виктору Николаевичу, кандидату технических
наук, доценту, начальнику факультета, Орлову Валерию Павловичу,
преподавателю, Демину Виктору Петровичу, кандидату технических
наук, профессору, декану (посмертно), — работникам того же
института; Шулякову Александру Анатольевичу, кандидату технических
наук, старшему научному сотруднику, генеральному директору
акционерного общества «Космосервис»; Зелинскому Александру
Евгеньевичу, заместителю начальника отделения федерального
государственного унитарного предприятия «Научно-исследовательский
институт точных приборов»; Козлову Виктору Николаевичу, кандидату
военных наук, заместителю начальника Военного университета, — за
научно-практическую разработку «Новые технологии обучения
специалистов для промышленности и вооруженных сил по
интегрированной методике» для учебных заведений высшего
профессионального образования.
11. Набойченко Станиславу Степановичу, доктору технических
наук, профессору, члену-корреспонденту Российской академии наук,
ректору Уральского государственного технического университета,
Карелову Станиславу Викторовичу, доктору технических наук,
старшему научному сотруднику, заместителю проректора, Выварцу
Александру Дмитриевичу, доктору экономических наук, профессору,
декану, Дорошкевичу Анатолию Поликарповичу, Кляйну Станиславу
Эдуардовичу, кандидатам технических наук, профессорам, Агееву
Никифору Георгиевичу, кандидату технических наук, доценту,
Худякову Ивану Федоровичу, доктору технических наук, профессору,
заведующему кафедрой (посмертно), — работникам того же
университета; Стрижко Леониду Семеновичу, Москвитину Владимиру
Ивановичу, докторам технических наук, профессорам Московского
государственного института стали и сплавов (технологического
университета), Николаеву Ивану Васильевичу, кандидату технических
наук, доценту того же института, — за создание комплекта учебников
и учебных пособий «Современные технологии цветной металлургии» для
технических высших учебных заведений.
12. Линденбратену Леониду Давидовичу, доктору медицинских
наук, профессору, руководителю отдела научно-практического центра
медицинской радиологии Комитета здравоохранения г. Москвы;
Королюку Игорю Петровичу, доктору медицинских наук, профессору,
заведующему кафедрой Самарского государственного медицинского
университета, — за создание учебника "Медицинская радиология и
рентгенология (основы лучевой диагностики и лучевой терапии) " для
учебных заведений высшего профессионального образования.
13. Макарову Игорю Михайловичу, доктору технических наук,
профессору, академику Российской академии наук, заведующему
кафедрой Московского государственного института радиотехники,
электроники и автоматики (технического университета), Лохину
Валерию Михайловичу, доктору технических наук, профессору, первому
проректору, Манько Сергею Викторовичу, Романову Михаилу Петровичу,
докторам технических наук, доцентам, Никольскому Александру
Федоровичу, заведующему лабораторией, Тягунову Олегу Аркадьевичу,
Штыкову Александру Викторовичу, кандидатам технических наук,
доцентам, Александровой Римме Ивановне, ведущему электронику, -
работникам того же института, — за создание учебно-лабораторных
комплексов и программно-методического обеспечения для подготовки
специалистов по робототехнике, мехатронике и автоматизации
производства для технических высших учебных заведений.
14. Киве Александру Алексеевичу, кандидату
сельскохозяйственных наук, доценту, исполнительному директору
Центра методического обслуживания подготовки водителей
автотранспортных средств Института развития профессионального
образования, Голякову Михаилу Петровичу, старшему научному
сотруднику, Каликинскому Юрию Алексеевичу, кандидату
педагогических наук, ведущему научному сотруднику, — работникам
того же института; Елистратову Анатолию Васильевичу, заместителю
начальника управления Министерства образования Российской
Федерации; Захаровой Любови Григорьевне, Министру народного
образования Удмуртской Республики; Родичеву Вячеславу
Александровичу, кандидату технических наук, старшему научному
сотруднику Всероссийского научно-исследовательского института
механизации сельского хозяйства Российской академии
сельскохозяйственных наук; Зуеву Александру Павловичу, директору
Ижевского государственного автомеханического колледжа; Шабанову
Юрию Андреевичу, преподавателю профессионального лицея N 7
Хабаровского края, — за создание учебно-педагогического комплекса
обеспечения подготовки трактористов и водителей автотранспортных
средств для учебных заведений среднего профессионального
образования.
15. Рожину Николаю Николаевичу, директору межшкольного
учебного комбината N 1 г. Красноярска, Филимоновой Ларисе
Игоревне, заместителю директора, Гапанович Наталье Евгеньевне,
руководителю отделения, Грицко Татьяне Викторовне,
педагогу-психологу, — работникам того же учебного комбината;
Еникееву Гумеру Асхадовичу, методисту центра дополнительного
образования детей N 1 г. Красноярска, Чипуре Светлане
Вячеславовне, руководителю открытой эколого-биологической
школы-центра «Фламинго» того же центра; Кислицыной Галине
Игнатьевне, главному специалисту управления образования
администрации Советского района г. Красноярска, — за
научно-практическую разработку «Экологические экспедиции как форма
развивающего обучения на примере изучения Красноярского края» для
общеобразовательных учреждений и учреждений дополнительного
образования.